# Никитское (Белгородская область)
Никитское — село в Борисовском районе Белгородской области. Входит в состав Акулиновского сельского поселения.

## География
Село расположено недалеко от районного центра — Борисовки.
Часовой пояс
Село Никитское как и вся Белгородская область, находится в часовой зоне МСК (московское время). Смещение применяемого времени относительно UTC составляет +3:00.

## Население
| 2002 | 2010 |
| ---- | ---- |
| 200  | ↘142 |